# Patrizia Laquidara
Patrizia Laquidara (Catania, 29 ottobre 1972) è una cantautrice italiana.

## Biografia

### Primi anni ePara você querido Caé(1998-2002)
Nel 1998 vince una borsa di studio presso il CET di Mogol per il corso autori interpreti della musica popolare veneta e lombarda.
Subito, però, mostra un certo eclettismo musicale che la porta ad interessarsi verso forme espressive e repertori inconsueti.
Le prime esibizioni sono con il gruppo Hotel Rif. Si esibisce infatti in vari festival, proponendo un repertorio tradizionale di vari paesi del mondo (portoghese, arabo, greco), indice dei suoi interessi musicali multietnici. È anche l'occasione per sperimentare nuove forme di comunicazione, quali le conferenze-spettacolo.
Nel 1999 incide la canzone Stella nascente nell'album Canzoni per Ornella Vanoni e Mario Lavezzi, ma il vero amore è quello per la musica brasiliana. Il primo album tutto suo, pubblicato nel 2001, è difatti un sentito omaggio a Caetano Veloso dal titolo Para você querido Caé.

### Sanremo, il successo conIndirizzo portoghesee l'attività dal vivo (2003-2006)
Il brano Agisce, scritto da Bungaro, riceve riconoscimenti come miglior interpretazione, miglior musica e critica al Premio città di Recanati.
Ne è una conferma la partecipazione al Festival di Sanremo 2003 nella sezione giovani con la canzone Lividi e fiori, scritta insieme a Bungaro, la quale si aggiudica il Premio Mia Martini della Critica e il premio Alex Baroni per la miglior interpretazione.
Nel 2003 pubblica anche l'album Indirizzo portoghese, un lavoro che si avvale della collaborazione di Fausto Mesolella (Avion Travel) e Tony Canto (chitarrista degli Arancia Sonora, la band di supporto a Mario Venuti). Il pezzo di punta è un elegante duetto con Mario Venuti dal titolo Per causa d'amore (di cui Venuti è autore insieme a Kaballà), brano che avrà una lusinghiera diffusione radiofonica e televisiva sui network specializzati.
Il successo del disco funge da preludio all'attività dal vivo, con il tour Indirizzo portoghese live. L'impegno live tuttavia non le impedisce di impegnarsi in alcuni interessanti progetti, come quello chiamato Come nuove con la compositrice, cantautrice e pianista Debora Petrina, che riarrangiava e ricomponeva canti popolari della tradizione veneta. Poi la partecipazione alla colonna sonora del film Manuale d'amore di Giovanni Veronesi con Noite e Luar, un sofisticato quanto elegante brano in lingua portoghese, che vede il contributo di Tony Canto.

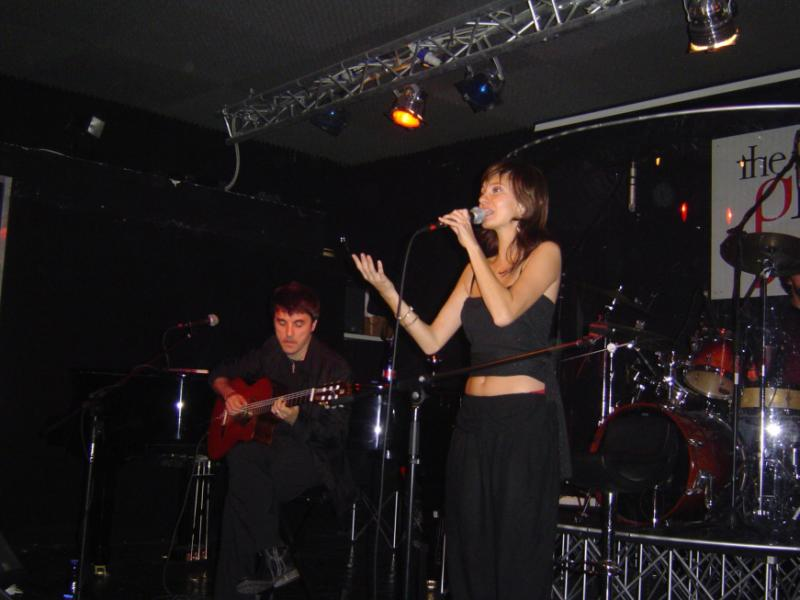
Patrizia Laquidara, con il chitarrista di Arancia Sonora, Tony Canto, in concerto a Roma nel dicembre 2005

Nel 2006 collabora, come voce italiana, alla rassegna internazionale di musica etnica e contemporanea Suoni dell'altro mondo e partecipa alla prestigiosa rassegna del Premio Tenco, dove propone tra gli altri, L'ufficio in riva al mare di Bruno Lauzi (a cui il premio Tenco è dedicato) ed una versione a cappella di Albergo a ore di Herbert Pagani.
Sempre nel 2006 duetta con Tony Canto in una delicata cover del brano Parlami d'amore Mariù.

### Funambola, la sperimentazione e riconoscimenti internazionali (2007-2009)
Il 14 aprile 2007 esce il nuovo album, Funambola, prodotto da Arto Lindsay e Patrick Dillet, all'interno del quale, oltre alla collaborazione con Tony Canto, sono presenti brani scritti in collaborazione con Joe Barbieri e Kaballà.
Sempre nel 2007 Patrizia Laquidara riceve il premio Maschera d'Oro da parte del Conservatorio di Bologna, come cantante di musica popolare.
Nel 2008 è in tour in Italia con Funambola e canta in Cristiani di Allah, opera di teatro musicale tratta dal libro omonimo di Massimo Carlotto.
Si esibisce anche insieme al pianista Alfonso Santimone, per il progetto Trixie Alamo, che la vede impegnata nella musica elettronica e nella riscoperta di canzoni tradizionali giapponesi. Canta inoltre nello spettacolo Creuza de Luna, un viaggio poetico e canoro dall'Italia al Sud America, passando attraverso la Spagna ed il Portogallo. Partecipa all'Etnafest a Catania e canta al Festivalguer di Alghero e all'Expo di Cagliari mentre a fine anno partecipa alla trasmissione televisiva Scalo 76 su Rai 2, presentando la canzone Ziza e il video musicale realizzato a partire dalla stessa.
Nel 2009 partecipa alla rassegna Musica dei cieli a Vicenza, e poi in un concerto di canti natalizi tradizionali, La Chiara Stella, all'Auditorium Parco della Musica di Roma, per approdare poi alla decima edizione del Festival della nuova canzone siciliana, con la canzone Su li Stiddi, che vince una delle semifinali.

È quindi in concerto al Cabaret Maxime di Lisbona, evento facente parte della rassegna Festa do Cinema Italiano.
La sigla e lo spot di questo festival cinematografico hanno come colonna sonora la canzone Personaggio, tratta dall'album Funambola. Vola quindi in Marocco, nella città di Casablanca, per un concerto di musiche popolari del Mediterraneo, insieme al gruppo degli Hotel Rif.
Tornata in Italia, ottiene il Premio Giovanni Paisiello, uno dei Magna Grecia Awards, con la seguente motivazione: "Il fenomeno nella musica, l'equilibrio tra acuti e sfumature nelle pronunce delle parole, rendono la sua voce una melodia esclusiva, Patrizia Laquidara esalta vecchie sonorità ed entra a piedi nudi sulla scena lasciando inedite orme negli intimi sacrari di ogni cuore che dinanzi a lei si spalanca a nuovi ritmi".
Con la canzone Assenza partecipa poi all'album Capo Verde terra d'amore vol. I, una raccolta di canzoni capoverdiane cantate da musicisti italiani. Il ricavato delle vendite va al programma alimentare per l'infanzia delle Nazioni Unite. In giugno è ospite del TG2, dove esegue la sua canzone Personaggio, tratta dall'album Funambola e poi in luglio parte per un tour negli Stati Uniti, dove si esibisce insieme alla cantante brasiliana CéU.
Tiene concerti a Seattle, San Francisco, Los Angeles e New York. In ottobre canta con il suo gruppo nel locale milanese Blue Note, molto conosciuto dagli appassionati di jazz, e a fine anno partecipa al concerto in piazza dei Signori a Vicenza.

### Il Canto dell'Anguanae la tournée all'estero (2010-2017)
Nel 2010 fa molti concerti in Italia, poi parte in tournée in Brasile, con concerti a Belo Horizonte, Niterói, San Paolo, Curitiba e Porto Alegre.
Subito dopo parte per il Giappone, dove tiene due concerti a Tokio e incontra i numerosi fan giapponesi.
Al ritorno pa l'uscita del suo nuovo album.
Nel dicembre 2010 pubblica assieme agli Hotel Rif un nuovo album intitolato Il canto dell'anguana, basato sulle tradizioni musicali dell'alto vicentino, che ottiene favorevoli recensioni da parte della critica. 

In estate parte Il Canto dell'Anguana tour, che tocca molte località italiane offrendo uno spettacolo dove le atmosfere rarefatte della ballata si alternano ai ritmi indiavolati e gioiosi della pizzica e dei balli di paese, di suoni mediterranei dove gli strumenti acustici del violino e della viola (Maria Vicentini), fisarmonica (Thomas Sinigaglia), chitarre e mandolino (Giancarlo Bianchetti), batteria (Nelide Bandello), percussioni (Luca Nardon) e basso (Davide Garattoni) si fondono con campionamenti e fiati dal sapore balcanico, elettronico. Suoni d'acqua e versi di pipistrelli incontrano rumori di catene e metalli, intervallati da brevi aneddoti di storie e leggende riguardanti l'Anguana, figura mitologica protagonista dell'album.
Il palcoscenico si trasforma così in uno specchio d'acqua, dove l'atmosfera densa e principalmente notturna crea paesaggi di luci e ombre che simulano le fasi lunari, in cui le manifestazioni atmosferiche s'imbattono facendo splendere meravigliose eclissi.
A ottobre 2011 arriva la notizia che Il Canto dell'Anguana di Patrizia Laquidara e Hotel Rif, prodotto da Giancarlo Trenti per Slang Music, vince la Targa Tenco 2011 quale "miglior album in dialetto", che le è stata consegnata il 10 novembre, prima serata della rassegna musicale d'autore che si è svolta come sempre presso il Teatro Ariston di Sanremo fino al 12 novembre.
Sempre nel 2011 duetta con Niccolò Agliardi nel pezzo Qualcosa Vicino all'amore, che compare nell'album Non Vale Tutto del cantautore milanese.
A dicembre 2011, Patrizia è stata ospite di Ian Anderson, flautista e leader del gruppo rock Jethro Tull, nel progetto artistico Ian Anderson plays The Christmas Jethro Tull in due concerti tenutisi nella Chiesa di San Sisto a Piacenza e nella Chiesa di S. Maria Immacolata di Nave in provincia di Brescia, con cui ha duettato in due occasioni cantando brani tratti da Il Canto dell'Anguana.
Nel 2013 partecipa al film Ritual - Una storia psicomagica e Le Guerre Orrende, entrambi diretti da Giulia Brazzale e Luca Immesi, interpretando una "anguana" che sembra vivere solo nella mente della protagonista. Si reca in Brasile per un tour teatrale. Pubblica per la propria etichetta un album di cover in edizione limitata di brani musica brasiliana  Cara! registrato tra il 2000 ed il 2013.
Nel 2015 esce una sua raccolta di poesie Alphonsomangorey.

### C'è qui qualcosa che ti riguarda(2018-oggi)
Il 15 settembre 2018 pubblica l'inedito Marciapiedi e il 26 ottobre esce il nuovo album C’è qui qualcosa che ti riguarda anticipato dal singolo Sopravvissuti, al quale farà seguito Amanti di passaggio, prodotto da Alfonso Santimone e sostenuto da una campagna di crowdfunding. L'album entra nella cinquina finale per la categoria Miglior disco in Assoluto alla Targa Tenco 2019.
Nel 2019 riceve il Premio Maria Carta a Cremona. Passata l'emergenza Covid parte per un nuovo tour, presenta nel 2021 alla TV slovena il progetto multidisciplinare C'eravamo tanto amati scritto assieme a Alfonso Santimone dove viene accompagnata dall'Orchestra sinfonica della Radiotelevisione slovena duettando con cantante Tinkara Kovac. Porta in scena Figure dedicato al poeta Andrea Zanzotto.
Nel 2022 inizia la collaborazione con Marco Paolini con cui porta in scena lo spettacolo Boomers e con Luciano Zampese per lo spettacolo a due voci Il corpo fonico in Meneghello. Nel 2023 pubblica il suo primo romanzo Ti ho vista ieri per Neri Pozza, vincitore del prestigioso Premio Giorgione a Castelfranco Veneto (TV) classificandosi al primo posto nella categoria Narrativa Edita il 13/04/2024
Il 24 maggio 2024 viene pubblicato il singolo inedito Assabenerica scritto da Patrizia Laquidara con Tony Canto.

## Discografia

### Album
- 2001 - Para você querido Caé
- 2003 - Indirizzo portoghese
- 2007 - Funambola
- 2011 - Il Canto dell'Anguana con gli Hotel Rif
- 2013 - Cara!
- 2018 - C’è qui qualcosa che ti riguarda

### Singoli
- 2002 - Agisce
- 2003 - Lividi e fiori
- 2003 - Per causa d'amore (feat. Mario Venuti)
- 2003 - Indirizzo Portoghese
- 2006 - Parlami d'amore, Mariù (con Tony Canto)
- 2007 - Le cose
- 2008 - Personaggio
- 2008 - Ziza
- 2011 - Qualcosa vicino all'amore (feat. Niccolò Agliardi)
- 2018 - Giraffe (feat. Alia)
- 2018 - Marciapiedi
- 2018 - Sopravvissuti
- 2019 - Amanti di passaggio
- 2024 - Assabenerica

### Partecipazioni a compilation
- 1999 - Stella nascente (nell'album Canzoni per Ornella Vanoni e Mario Lavezzi)
- 2003 - Lividi e fiori (nella raccolta Sanremo - 53º Festival della Canzone Italiana)
- 2006 - L'ufficio in riva al mare (nell'album Bruno Lauzi & il Club Tenco)[6]
- 2009 - Assenza (nell'album Capo Verde terra d'amore vol. I)

## Video
- 2003 - Per causa d'amore
- 2008 - Ziza
- 2018 - Giraffe
- 2018 - Marciapiedi
- 2018 - Sopravvissuti
- 2019 - Amanti di passaggio

## Cinema

### Brani inclusi in colonne sonore
- 2005 - Noite e luar (nel film Manuale d'amore di Giovanni Veronesi)

## Opere letterarie
- 2023 - Ti ho vista ieri (Neri Pozza)